# La Guixera del Planell
La Guixera del Planell és una fàbrica abandonada de Tona (Osona) inclosa a l'Inventari del Patrimoni Arquitectònic de Catalunya.

## Descripció
Degut a les lamentables condicions en què es troba la guixera, totalment derruïda per l'abandonament, no es distingeixen les seves dependències bàsiques que haurien d'estar relacionades amb l'extracció, l'emmagatzematge del guix i, potser també, un forn per tractar-lo.

## Història
L'explotació del guix a Tona està documentada al mas Planell des de 1872. s'havia constituït una societat, el 1872, entre Ramon Planell, Pere Rovira i Josep Plana per explotar el guix de la propietat del Planell. Malgrat el 1873, la societat es desfer, el 1874 la guixera funcionava a ple rendiment. Segons la documentació tenia un trull, per trinxar la calç, i els treballadors anaven al "mesón de la Barroca", actualment la Bestreta, a menjar. Malgrat els llibres de comptes s'acaben el 1878, l'explotació continua fins fa uns anys.